# Timarcha nicaeensis
Timarcha nicaeensis là một loài bọ cánh cứng trong họ Chrysomelidae. Loài này được Villa miêu tả khoa học năm 1853.

## Hình ảnh

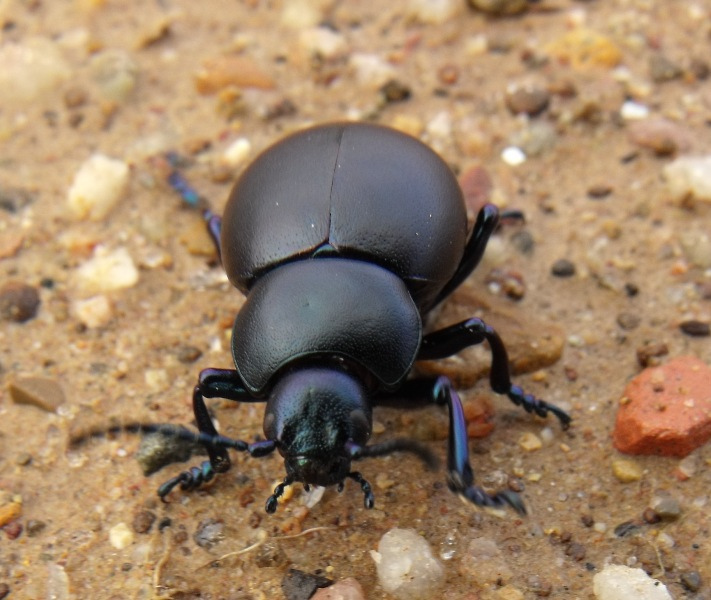